# 聯合國安全理事會第S/1999/201號決議
聯合國安理會第S/1999/201號決議是1999年2月25日提出，圍繞是否向馬其頓派遣預備性干預部隊。中國為了報復馬其頓與台灣建交而動用否決權抵制，此案沒有通過。

## 背景
1999年1月27日，馬其頓共和國與台灣的中華民國政府建交。中國很快做出回應，並揚言會在聯合國做出必要的反制措施。
2月25日稍早，聯合國官員向美聯社表示，中國打算否決聯合國決議，並阻止在馬其頓維和部隊的駐紮期限。這支1100人的部隊在1993年就在史高比耶機場駐守，他們的任務是防止從南斯拉夫蔓延的敵對行動。
中國外交部發言人章啟月發出聲明，聲稱「沒有必要再向馬其頓的要求低頭」。這暗示著中國將採取更強烈的外交報復，中國已在2月9日與馬其頓斷交。

## 表決
安理會的絕大多數成員都同意向馬其頓繼續派遣預防性干預部隊。決議獲得13國支持，1票棄權（俄羅斯），1票反對（中國）。因為中國使用安理會常任理事國的否決權，本決議沒有通過。
| 赞成 (13) | 弃权 (1) | 反对 (1) |
| --- | -------- | -------- |
| - 阿根廷 - 巴林 - 法國 - 巴西 - 加拿大 - 法國 - 加彭 - 马来西亚 - 纳米比亚 - 荷蘭 - 斯洛維尼亞 - 英国 - 美国 | - 俄羅斯 | - 中國   |

## 中方回应
中國常駐聯合國代表直到表決後才說話。秦華孫認為馬其頓局勢已經改善，沒有必要进一步派遣什麼預防性干預部隊，並大聲疾呼與會各國不得干涉中國的決定，還說：
|  | 我們認為，根據問題本身的是非曲折決定自己的立場是每個主權國家應有的權利。一些國家對中國的指責是毫無道理的。 |

這是中國第2次在聯合國因額外衍生的台灣問題動用否決權。上次在1997年中國也是以否決向瓜地馬拉派遣軍事觀察員，因為瓜地馬拉與台灣有外交關係，也支持台灣以中華民國的名義重返聯合國。